# 平等主義
平等主義（びょうどうしゅぎ、英: egalitarianism, equalitarianism, equalism、仏: égalitarisme）は、特定の資格・能力・責任・義務を有する範疇内の人間達、もしくは全ての人間（万人）が法的・政治的・経済的・社会的に公平・同等に扱われるようになることを志向する思想・信条・主張のことである。
自由主義などと共に、近代における人権概念を支える主要な柱である一方、人権概念そのものが、そもそも平等主義に立脚している（そうでなければ、「人権」という概念そのものが成立しない）。その点で、平等主義は近代政治社会思想における他の一切の思想・信条・主張に対して優越しており、近代政治社会思想の根幹を成している。そして、当然のことながら民主制と不可分な関係にある。

## 概説
平等主義はその性格上、常に階級や差別、格差、差異、区別の存在が前提となり、それに対する「反発」や「負い目」として成立する。そうした（人間の）個体間の相互性や同等性に対する理解・尊重・同情・畏怖・懸念・猜疑・危機感などの積み重ねにより、古来より人間社会における普遍的な社会道徳・社会規範として醸成されてきた発想が、いわゆる「黄金律」であるが、平等主義はその「黄金律」が敷衍化・過激化した一形態であるとも言い換えることができる。裏を返せば、人間の間に絶対的・根源的な差異・区別を設けることの困難さ、個体間の能力差の僅少さこそが、平等主義が生じる背景となっていると言える。
階級・差別・格差・差異・区別によって生じる利益・特権、或いはそれらを支えている伝統・慣習・宗教・道徳・規範・規則、更には、それらによって支えられている社会秩序を維持しようとする守旧派と、それに反発する平等主義勢力との対立は、人類の歴史上、様々な場面で見られる普遍的なものであり、近代政治学における、右翼・保守と左翼・革新の対立にも受け継がれている。
国家や社会の多数派が格差・不公平・被差別を感じる状態に陥った場合、新興勢力がその多数派を味方として取り込む（糾合する）べく平等主義的なレトリックを駆使することで、社会改革・革命的事態が発生・進行する。このように全ての国家・社会には、常に（多数派が公平感・平等感を感じられるような）平等主義へと促されていく潜在的圧力がかかり続けている。

## 歴史

### 近代以前

#### ギリシャ・ローマ
古代ギリシャのポリス・アテナイでは、早い時期に王政が打倒され、貴族による支配が続いていたが、重装歩兵として兵役義務を果たす自由市民たちの発言力の高まりや、交易・貨幣経済によって生じた市民間の貧富格差に対する不満などを背景として、紀元前594年の「ソロンの改革」を皮切りに、「クレイステネスの改革」における「デモス」（区）、「オストラシズム」（陶片追放）、「五百人評議会」の確立などを経ながら、徐々に貴族政治から、民主政治へと移行していくことになった。紀元前5世紀になると、ペルシア戦争における一大決戦であった紀元前480年のサラミスの海戦で、三段櫂船の漕手として活躍した下層市民の発言力も高まり、紀元前462年にはエピアルテスやペリクレス等によって、アレオパゴス会議（元老院・貴族院）の権限の多くが、「民会」や「民衆裁判所」に委譲されるなど、アテナイの民主政は極致に達した。
古代ローマにおいても、紀元前509年の王政打倒による共和政への移行後も、貴族（パトリキ）が仕切る元老院による支配が続いていたが、重装歩兵を担う平民（プレブス）の発言力の高まりを受け、
- 紀元前494年 - 平民（プレブス）の権利保護のための「護民官」の設置
- 紀元前444年、紀元前444年-紀元前394年、紀元前391年-紀元前367年 - 平民（プレブス）が就任可能な高位である「トリブヌス・ミリトゥム・コンスラリ・ポテスタテ」を、執政官の代替として設置
- 紀元前367年 - リキニウス・セクスティウス法により、平民（プレブス）枠を設けた上で、「執政官」を復活
- 紀元前287年 - ホルテンシウス法により、身分平等な「トリブス民会」を最高立法機関として認定

といった具合に、民主化が進展して行くことになった。
また後には、領土の拡大に伴い、属領の外国人の往来、彼らとの交流・混淆が増え、万民法も誕生・発達した。

#### キリスト教
閉鎖的な選民宗教であるユダヤ教に立脚していた古代イスラエルでは、長年の周辺民族・国家との対立・混淆、忠誠心を欠いた自民族に対する歴代の預言者達による数々の叱責、神殿や戒律に依拠する既得権益層（サドカイ派・ファリサイ派）に対する不満の蓄積、神（ヤハウェ）の至高性・卓越性追求（神は他民族をも救う）の果てに、ついにユダヤ民族の特権性の破棄（新しい契約）を宣言するナザレのイエスが登場することになった。
初期キリスト教の代表的な使徒（伝道者）であったパウロらは、異邦人（他民族）へと布教していくにあたり、ユダヤ教徒（ユダヤ民族）の要件・義務とみなされていた、割礼等の戒律・慣習の遵守を、保守派の反対を説得し大幅に破棄・簡素化させた。これによりキリスト教は異邦人（他民族）への布教が容易になり、周辺各地に広く普及していく一方で、ユダヤ教とは完全に分離・分裂していくことになった。

#### イスラム教
開祖ムハンマドらの初期のイスラム教共同体（ウンマ）から発展して成立した、最初のイスラム系王朝であるウマイヤ朝では、アラブ人優遇政策を採り、同じイスラム教徒（ムスリム）であっても、非アラブ人はマワーリー（被征服民）としてジズヤ（人頭税）が課される等、差別待遇が成されていた。これがウマイヤ朝が打倒される一因となり、その力を借りて覇権を奪取した続くアッバース朝では、そうした差別は撤廃された。これは「アラブ帝国」としてのウマイヤ朝から、真の「イスラム帝国」であるアッバース朝への脱皮を果たした歴史的事件として、俗に「アッバース革命」と呼ばれる。

#### インド（仏教など）
古代インドでは、紀元前10世紀頃のアーリヤ人侵入以降、そのバラモン階級が伝統的に祭祀・思想の一切を取り仕切ってきたが、紀元前6世紀頃から、中心地であるガンジス川流域において、非バラモン階級の出家者（沙門）達が、従来のバラモン教的伝統に囚われない自由思想家として登場・活躍するようになり、唯物論も含む様々な思想が説かれるようになった。（参考: 六師外道）
その内の1つであった仏教では、開祖であるゴータマ（釈迦）によって、人間は出自ではなくその行い（身口意の「三業」の善し悪し）によって判断されなくてはならないとして、カーストの階級による区別・差別が否定され、徹底した平等主義が説かれ、また実践された。
初期仏教では、僧伽（僧団）に属する出家者（比丘・比丘尼）が涅槃到達・解脱のための修行を行いつつ、在家信徒へ智慧・徳を与え、その見返りとして在家信徒が食物・物品を彼らに提供するという共存関係で成り立っていたが、この関係は在家信徒側に不満・疎外感を蓄積させていく格好となり、やがて衆生救済に励む「菩薩」信仰を派生させ、大乗仏教という仏教改革・革新運動成立の1つの要因・背景となった。そうして成立した大乗仏教の経典においては、『維摩経』『勝鬘経』のように在家信徒を題材として扱ったり、『法華経』『涅槃経』のように仏性・如来蔵思想が強調されるなどして、在家信徒を含む平等主義がより強調されるようになって行った。
（更に後の仏教においては、大衆的な宗教であるヒンドゥー教の台頭に伴い、それに対抗していくために、土俗の様々な呪術を取り入れたり、現世利益を強調する一方、そうした中で僧侶側の理論・行法の高度化・秘術化、大衆との差異化の探求も進み、それらが結合して密教が成立していくことになった。）

#### 中国（儒家・墨家など）
古代中国では、春秋戦国時代に登場した諸子百家によって様々な思想が説かれたが、その内の1つである儒家では、開祖である孔子によって、「仁」（人間愛）が最重要徳目として説かれた。また孟子は、全ての人間が善性の萌芽を備えているとして「性善説」を説き、同時に、人民の生活を顧みてその信任・支持を得ることができないような天子は天命を失っているのであり、新たな天子に取って代わられるのが当然だとする「易姓革命」論を唱えた。
また墨家では、孔子の「仁」が近親者に向けられた差別的な愛であるとして、徹底した平等愛としての「兼愛」が説かれた。
秦朝末期に起きた、史上初の農民反乱である陳勝・呉広の乱の首謀者・陳勝が、決起するに当たり発した言葉は「王侯将相いずくんぞ種あらんや」であった。

### 近代以降

#### 黎明期
上記の古代ギリシャや古代ローマの伝統、及びそれらと中世キリスト教神学で紡がれてきた自然法思想を継承する形で、また、15世紀から17世紀にかけての、
- 大航海時代以降の欧州外の植民地と通商の拡大、欧州外の人々との接触の増加
- 宗教改革に伴うキリスト教の分裂・権威失墜
- 上2つが絡んだ紛争・戦争・革命の発生
- 科学革命と理性主義の台頭

といった社会環境の変化などを背景として、17世紀から、「自然・理性」を前面に出した「公正・合理的」な社会像を模索する思想的営みが活発化し、一方ではフーゴー・グローティウスが自然法と万民法の概念を絡めてあるべき公平な国際的法秩序（国際法）を説いたり、他方ではトーマス・ホッブズ、ジョン・ロックらによって、仮想的な自然状態において万人が元来保有していたと想像される自己保存的・自在的な権利・能力としての自然権（＝人権）概念（と、それを束ねて秩序付ける自然法概念、そしてそれを実現・強化するための社会契約）といった発想が提示され、「理性的な公平さ」や「個人の自由・平等の尊重」を旨とする、近世・近代的な自然法・自然権（人権）思想、法・政治・社会思想が醸成されていくことになった。
18世紀に入ると、ジャン＝ジャック・ルソーや、トーマス・ペインが、ロックの自然状態の議論を引き継ぎ、啓蒙思想的・自然主義的な平等主義・自由主義の喧伝役となって、アメリカ独立やフランス革命の理念形成に影響を与えた。
また、ロックを源流とするモラルセンス学派の系譜を引き継いだデイヴィッド・ヒュームや、アダム・スミス等によって、（経験主義と相性が良い）感情・共感・是認を基礎とした感情主義的な道徳哲学も醸成され、ジェレミ・ベンサムの功利主義にも影響を与えた。
他方で、イマヌエル・カントは、純粋理性の実践的使用（実践理性）において、理性的存在者の幸福には自由と共に平等がアプリオリに要請されることを論証したり、定言命法・義務論的な道徳法則を通して理性的存在者が互いの人格の尊重を目的として結合する「目的の国」を主張するなど、超越論哲学（先験哲学）・批判哲学という独自の枠組み・切り口から、近代的な自由・平等・個人主義を擁護した。

#### 税・経済
1775年からのアメリカ独立戦争は、課税等の手続きに関する植民地民の不満が契機となった。
1789年からのフランス革命は、不平等な重税に耐えられなくなった第三身分（平民）達の反発が契機となった。自由・友愛と並んで、平等が革命の三大理念の１つとなった。議会で急進派（ジャコバン派）が議場左側に陣取ったことが、「左翼」の語源となった。
19世紀には、市場経済（資本主義経済）による民衆の疲弊を背景として、プロレタリアート（労働者）による社会支配を掲げる社会主義・共産主義・マルクス主義が台頭し始めた。
1917年に起きた、労働者の疲弊・不満を契機としたロシア革命は、1922年に、世界初の社会主義国家であるソビエト連邦を誕生させるに至った。その後も世界中で、旧植民地地域を中心に社会主義国家が続々と誕生し、1980年代まで続く東西冷戦を生み出すこととなった。

#### 参政権・選挙
普通選挙に関しては、フランス革命期の18世紀末を皮切りに、19世紀、20世紀初頭にかけて、欧米日本に「男子普通選挙」が浸透した。女性参政権を認めた「完全普通選挙」は、その後、20世紀初頭から半ばにかけて、浸透した。
また、国・地域によっては、外国人参政権を認めている場合もある。

#### 人種・性・障害・民族文化
1955年から1960年代にかけて、アメリカ合衆国において、主としてアフリカ系アメリカ人（黒人）の人種差別に対する反発を契機として、公民権運動が起きた。
それと連動する形で、同じく1960年代後半には、アメリカ合衆国を中心として、ウーマン・リブ（Woman's Liberation/女性解放）運動が起きた。
1969年には、後の同性愛者たちの権利獲得運動の発端となったとされるストーンウォールの暴動が起きた。1990年代から2000年代にかけては、欧米で同性愛者たちの婚姻を法的に認める同性婚を容認する動きが広まった。
1950年代から、北欧デンマーク等で提唱されるようになった、健常者と障害者の共存的社会環境を訴えるノーマライゼーションの理念は、1981年の国際障害者年採択によって国際的知名度を得、高齢者なども含むバリアフリー・ユニバーサルデザイン推進の流れを生み出す契機となった。
1970年代から、カナダ、オーストラリア等の旧英国領、あるいは、北欧・西欧諸国において、かつての植民地政策や、労働者不足を補うための移民奨励策の結果としての、多民族混在環境を背景として、多文化主義（マルチカルチュラリズム）が提唱されるようになった。

## 批判
平等主義の積極的追求は、自由主義・民主制の積極的追求と共に、伝統・道徳・社会秩序と対立してこれら後者の基盤を脅かし且つ破壊する（そして結局は、そうしなければある程度は維持できたであろう自由・平等自体の存続をも困難にする）ものとして、また他方で、自由主義と対立し自由を脅かすものとして、古来より批判が加えられてきた。
平等主義に向けられる各種の批判の要旨は、詰まるところ、社会を底無しの「平板化・希薄化」「複雑化」「足の引っ張り合い」（による停滞・混乱・衰退・破滅）に陥らせる危険性に対する懸念という点に、収斂される。（しかし、歴史を振り返れば分かるように、平等主義以外のいかなる理念・主義の下であっても、この危険性は常に孕まれているし、また、人権・民主制を基本とした近代社会システムが、全社会構成員ひいては全人類に、一定の共通基盤と公平感を与え、同時に様々な事態に対処していくための、合理的な規則変更可能性を担保することで、先鋭的な対立・衝突を回避し、社会を安定・発展させることに寄与している点にも、留意が必要だと言える。）
そのような事情もあって、今日、平等主義・左翼（左派）と対立する「保守」というカテゴリーには、伝統・慣習を擁護する立場の者だけでなく、（平等に対して）自由を擁護する側の人間も含まれている。
伝統・慣習・格差に寛容でありつつも、他方で個人の尊厳・自立・選択を擁護し（個人主義）、市場や市民活動における「相互扶助」を中心に形成され続ける自生的秩序を重視する（漸進主義・部分改良主義）といった、英米系の思想家によく見られる古典的自由主義（リバタリアニズム）のような立場は、まさにこの中心に位置する。彼らは、「保守」という呼称の他にも、素朴な伝統・慣習信奉者、守旧派としての「右翼」との区別で、「中道右派」などという呼称でも呼ばれたりもする。専らこのような立場の人間達によって、平等主義（を含む極端・過激な合理主義・急進主義的発想を、とりわけ国家権力を介して強制する形で、どこまでも追求して行っても、社会秩序は維持できるし、より良い社会を作っていくことができるという認識）は、人間の能力を過信した傲慢な認識であるとして、批判されることが多い。（このことは、例えば高性能なスーパーコンピュータですら世界・社会の動向を計算し尽くせないのに、一台のPCにすら遥かに劣る人間の脳でそれができるわけがない、といった形で、現在では事実上例証されている問題だと言える。他にも、アローの不可能性定理やゲーデルの不完全性定理などを引き合いに出し、規則や論理それ自体の原理的限界を指摘する議論もある。）
以下に述べる（積極的）平等主義批判者の多くも、よく「保守の象徴」として言及される。
なお、以下の批判者達の中にもいくらか見られるように、平等主義批判には多くの場合、崇高性・至高性追求の意欲・動機付けを奪ったり、各人の適性を考慮した効率的な人員配置・社会運営を難しくする、横並びで均質的な衆愚化を懸念する「エリート主義」が孕まれることも、特筆すべき点だと言える。

### 近代以前
プラトンは、アテナイの民主制の顛末を参考にしつつ、中期の著作『国家』において、選抜され、哲学によって修養された哲人王による支配を理想とする一方、民主制は人々を際限無き自己の欲望・自由追求と他への無関心に駆り立て、社会秩序の維持を困難にし、また、そこに付け込むデマゴーグ（民衆煽動家）を生み出し、やがて僭主独裁制へと社会を譲り渡す隷属への道を切り拓くものであることを指摘し、批判した。
（ただし、プラトンは『国家』で述べている哲人王が統治する理想国家といった話は、あくまでも「実現困難な理想論」であることを作品中でも断っており、「実現可能な次善の国制」を模索する『政治家』『法律』といった後期の作品では、民主制や法律にも一定の評価を与えた上で、「混合政体」「法治主義」「夜の会議」等の組み合わせによってそれを実現する提案をしており、加えて国民の間に一定の適度な自由・平等・友愛を確保する重要性も説いている点にも留意が必要である。
また、プラトンは有能な統治者を選抜するための実力主義・能力主義を説いてはいるが、むしろそれゆえに出自・家柄といったものを重視しておらず、そのことは『国家』内の「高貴な嘘」や『テアイテトス』中盤でも明記されており、また『第七書簡』では『法律』の法治主義と同じく「法の下の平等」を主張するなど、一定の平等主義的な発想・認識も持ち合わせている点にも留意が必要である。）

### 近代以降
トマス・ホッブズは、著書『リヴァイアサン』において、自然状態という発想から出発し、万人が自己保存・自己決定の能力（自然権）を持ち合わせ、また、総合的に見て「平等に作られている」とみなせる程、個体間の能力差が僅少であることを前提としつつも、その決定的な能力差の無い個人同士が、己の権益を最大化しようとそれを行使し合うことで、「万人の万人に対する闘争」が生じ、社会秩序形成・維持が困難になるがゆえに、それをリヴァイアサン（怪物＝卓越した暴力装置）としての国家に譲渡し合うことで、社会秩序を維持すべきであるという社会契約論を展開し、当時の絶対王政を（王権神授説のような素朴な正当化論とは違った形で）擁護し、清教徒革命を批判した。
このように、ホッブズは、プラトンと同じく民主政に批判的で、絶対王政を擁護した守旧派という点では、非平等主義的だと言えるが、他方で、その前提となる議論において、人間の自然状態を考察し、万人が自然権（と呼べるような自在能力・自己保全能力）を持ち合わせてしまっていることを述べたり、自然法、理性、社会契約などの概念を持ち込みつつ合理的に社会像・国家像を述べる点では、理性主義かつ平等主義的認識に立脚しているとも言える。そして実際、この後者の側面が近代社会思想を切り拓く突破口となり、（国家権力によって、構成員（国民）のいかなる権利を擁護・守護・保障させるのか等を巡って）ジョン・ロックらによって批判的に継承・発展されていくことになった。
（それに対して、ジョン・ロックはホッブズの自然権・社会契約論の論旨に則りつつも、「抵抗権」という概念を導入し、国民の生命・財産を脅かす不当な政府であるならば、抵抗・変更して構わないとして、革命を擁護した。）
エドマンド・バークは、1790年の『フランス革命についての省察』において、フランス革命の伝統・慣習破壊的な平等主義・理性主義的傾向を批判した。それゆえ彼は「保守主義の父」と評される。
（それに対して、トーマス・ペインは1791年の『人間の権利』でこれに反論し、世襲・慣習の不当性を指摘した。）
フリードリヒ・ニーチェは、1887年の『道徳の系譜』において、道徳を高潔な「君主道徳」（貴族道徳）と弱者のルサンチマン（怨念）にまみれた「奴隷道徳」に分け、前者の典型を古代のギリシャ・ローマ、後者の典型を中世のキリスト教とし、後者の後継たる民主運動・平等主義を批判した。
フリードリヒ・ハイエクは、リバタリアニズムを称揚し、1944年の『隷属への道』（The Road to Serfdom）において、社会主義・共産主義とファシズム・ナチズムが同根であることを指摘した。
アイザイア・バーリンは、1958年の講演(録)『Two Concepts of Liberty』（後に1969年出版の『自由論』に収録）で、自由を放任的な「消極的自由」（negative liberty）と統制的な「積極的自由」（positive liberty）に分け、後者が自由の対極にある全体主義へと繋がる危険性を指摘した。

### 機会の平等と結果の平等
平等主義にまつわる批判や政策議論として、平等を「機会の平等」（Equal opportunity, 機会均等）と「結果の平等」（Equality of outcome,  Equality of results）に分けて考え、後者は人々の意欲・向上心を奪うことになるので、前者を重視すべきだという意見が、度々登場する。前者（機会の平等）は「中道左派」と、後者（結果の平等）は「左翼」（社会主義）と、それぞれ親和性が高い。
インターネットへのより平等なアクセスを持つ国は、より高いスキル能力を持つ国でもある。ドメイン全体での国のスキルの習熟度とインターネットを使用している人口の割合の間には、有意な正の相関関係（65％）がある。

## 人類外への拡張
以上、ここまで上述してきた平等主義は、あくまでも「人類」の範疇に限定されたものだが、この範疇を超えて、人類外の他の動物・生物をも含む範囲にまで拡張された平等主義も存在する。

### 近代以前
人類外の他の動物・生物をも含む平等主義の嚆矢として挙げることができるのは、ジャイナ教・仏教といったインド系の古典宗教である。これらの宗教では、「業」（カルマ）と「輪廻」（サンサーラ）によって、魂が人間と他の動物の間を行き交うという考え方に立脚しているので、人間と他の動物の間に明確な差異を認めず、他の動物・生物の生命もまた、人類のそれと同様に尊重されるべきだと考える。したがって、これらの宗教では、他の動物・生物の生命を意図的に奪うこと（殺生）や、肉食は、戒律によって基本的に禁じられている。

### 近代以降
近代におけるこの種の他の動物・生物を含んだ「拡張平等主義」は、西洋の人権（自然権）思想の論理必然的な拡張・敷衍という側面と、上記したインドの思想・宗教・文化の影響という側面の2つが混じり合いつつ、「菜食主義」（ベジタリアニズム、ヴィーガニズム）や「動物愛護運動」（動物権運動）といった形で表出されている。
（なお、これらは、「環境保護活動」や「ペット産業」等とは、その本来の動機も目的も異なるが、「他の動物・生物を愛でる」という実践的な振る舞いとしては、似通う・重複する面も少なくない。逆に言えば、実践的な振る舞いにおいて、いくら似通った・重複した面があったとしても、これらの間には、その動機・目的において、明確かつ決定的な差異がある。）

### 批判
こうした他の動物・生物を含んだ「拡張平等主義」に対する批判としては、
1. 闘牛・スポーツハンティング・毛皮といった伝統との衝突に際しての、守旧派からの「伝統破壊」批判
2. 「現実に他の動物・生物を「食料」や「実験材料」にすることで、人類はその営みを維持し、発展させてきたのだから、それらの生命をある程度は尊重するとしても、完全に平等に扱うのは無理だ」とする現実主義的観点からの批判
3. 「他の動物・生物は、「弱肉強食」の自然界において、常に殺し合いをしているのだから、人類がその一部の生命を尊重・保護したところで意味が無い、ただの人間側の自己満足に過ぎない」といった自然的観点からの批判
4. 主にベジタリアンに対して、「なぜ動物は食べては駄目で、植物はいいのか、区別が恣意的じゃないか、植物差別ではないか」といった、原理主義的観点からの批判

等が挙げられる。
なお、「動物愛護」（動物権）側は、上記の2との間では、
- 「その動物が、死に際して苦痛・恐怖を感じないこと」

という基準を設けて、現実的な「落とし所」とすることが多く、上記の4に対しては、
- 「植物には、痛覚が無いから」

という論理で応じることが多い。
このように、「動物愛護」（動物権）側の論理では、（人間の側が想像し得る限りでの）「痛覚・苦痛の有無」がとても大きな判断基準となる。